# Pecos (Texas)
Pour les articles homonymes, voir Pecos.
Pecos est une ville du comté de Reeves au Texas. Elle se trouve sur la rive occidentale de la Pecos, à l'est du désert de Chihuahua et dans la région du Trans-Pecos.
Sa population était de 9 501 habitants en 2000.
Pecos est un centre régional de commerce, de ranching et de production d'hydrocarbures. Le premier rodéo du monde y aurait eu lieu le 4 juillet 1883.

## Source
- (en) Cet article est partiellement ou en totalité issu de l’article de Wikipédia en anglais intitulé « Pecos, Texas » (voir la liste des auteurs).

1. ↑  « View Atlas Data »(Archive.org • Wikiwix • Archive.is • Google • Que faire ?)